# Хотел Европа (Сарајево)
Хотел „Европа“ је први модерни хотел саграђен у Сарајеву. Саградио га је 1882. године Глигорије Јефтановић, „зенђил Сарајлија“ како га тим поводом назива званични лист. Његовим именом прозвана је и улица у којој је саграђен хотел. Хотел је пројектовао Карло Паржик, а свечано је отворен 12. децембра 1882.

## Обнова
Хотел је 2006. године купила компанија АСТРЕА из Сарајева која је власник оближњег хотела Астра.
Обнова хотела је почела 2007. године. Пројекат реконструкције је урадио сарајевски архитекта Сеад Голош. 
Боју фасаде су изабрали грађани Сарајева гласањем које је било омогућено на пулту испред хотела.
Хотел је након обнове отворен 12. децембра 2008. у 14 сати на свој 126. рођендан.
Хотел нуди 125 луксузних соба, 10 апартмана - 4 президентски - 4 конгресне дворане и велнес центар за фитнес, пливање, соларијум, сауне и турски хамам, масаже.